# تاكاشي كاتو
تاكاشي كاتو (باليابانية: 加藤嵩士) هو لاعب كرة يد ياباني، ولد في 30 أكتوبر 1989.